# ローン・サバイバー
『ローン・サバイバー』（原題: Lone Survivor）は、2013年公開のアメリカ合衆国の映画。ピーター・バーグ監督。
アメリカが誇る精鋭特殊部隊ネイビー・シールズによるアフガニスタンにおけるターリバーン指導者暗殺作戦中に起きた、ネイビー・シールズ史上最大の悲劇といわれるレッド・ウィング作戦を、実際に作戦に参加し、ただ一人奇跡の生還を果たした元隊員マーカス・ラトレルの手記『アフガン、たった一人の生還』を原作に映画化。
舞台はアフガニスタンだが、撮影はアメリカのニューメキシコ州で行われた。

## あらすじ
2005年6月、アフガニスタン山岳地帯でアメリカ軍が、現地の武装集団を率いるターリバーンの幹部の排除・殺害を目的としたレッド・ウィング作戦を実行する。アメリカ海軍特殊部隊ネイビー・シールズのマイケル・マーフィ大尉ら4名の隊員は第160特殊作戦航空連隊のCH-47 チヌーク輸送ヘリコプターから、ロープで険しい山岳地帯に降り立つ。
彼ら偵察チームの目的は現地を偵察し、無線連絡により味方の攻撃チームを誘導し、可能であれば目標を殺害することである。徒歩で目標地点に到達した彼らは、山中で山羊飼いと接触してしまう。彼らを拘束するも電波状態が悪く前線基地との連絡が取れない中、3つの選択肢が彼らには示された。
1つは解放する事。しかし羊飼いは当時のアフガン人では珍しく電話を持っておりタリバーン側の人間である可能性は非常に高く自分達の存在を通報される事は確実だった。
2つ目はその場に縛り付けて撤退する事。しかし非武装な上に老人と子供を放置してもし彼らが飢えか野生動物に食われた姿を晒されればシールズの失墜になりかねない選択肢だ。
3つの目が『障害物を排除』つまり始末してしまう事だ。これに関しては非武装の羊飼いを殺す事は明確な国際法違反の犯罪行為だが任務を続行するにせよ撤退するにせよ自分達の安全が確実に確保出来る選択肢だった。
4人は悩み口論した結果指揮官のマーフィは戦闘規則に従い、ターリバーンに察知されることを覚悟の上で山羊飼いを解放して作戦を中止することを決める。
それから1時間とたたないうちに彼らは山中で100名を超えるターリバーンに囲まれ、交戦状態に陥る。精鋭部隊であるシールズの4名は徹底的に戦うが、元来の任務が偵察のため、手にした武器は小火器のみであり、AK-47自動小銃やPKM機関銃、RPG-7や迫撃砲で武装するタリバーン側の猛烈な攻撃に圧倒されて負傷し、時には仲間を背負って逃げ、時には断崖から転がり落ちるように飛び降りて、後退を重ねる。
この交戦で偵察チームの2名が死亡する。ディーツは負傷して自力で動けない状態から敵に追い剥ぎされた末に止めを刺された。マーフィ大尉は死の直前に高地で身を晒して衛星電話で決死の連絡を試みジャララバードに繋がり救援要請の受理を確認した直後に複数発の銃弾を受けて戦死した。
一方、マーフィ大尉が送った救援要請を受けバグラム基地のエリック・クリステンセン少佐率いるシールズの救援部隊が2機のCH-47 チヌーク輸送ヘリコプターで現地に急行する。ところが、彼らを護衛すべきAH-64 アパッチ攻撃ヘリコプターは別地域で作戦を行っている米陸軍の支援に出動しており、攻撃ヘリのエアカバー無しでの航空作戦がジャララバード基地司令部では認められずシールズ別動隊と海兵隊の緊急対応部隊は基地で足止めを喰らってしまう。クリステンセン達にも一旦戻るように連絡が来るがチヌークのパイロットに頼んで援護を待たずにラトレル達の救助に向かう。その頃、満身創痍で絶望的な状況のラトレルとアクセルソンは敵を分散させるために別れて行動していた。その直後に頭上にCH-47が飛来すると2人は雄叫びを上げて喜ぶ。
1機が周辺警戒する中、クリステンセン達の乗ったCH-47はホバリングを行い降下用ロープが展開される。そして先頭のクリステンセンとパットンが降下しようとした矢先にタリバーン側のRPG-7によって救出チームもろとも撃墜されてしまい、周辺警戒していたもう一機は応戦するもタリバーン猛攻を受けてしまい帰投する。
救出チームの撤退に2人は意気消沈するがタリバーンはさらに追撃を行い満身創痍ながらも最後まで抵抗していたアクセルソンを殺害すると残るラトレルを仕留めようとする。しかし、その直後にようやくジャララバード基地からAH-64の編隊が随伴し緊急対応部隊を乗せているUH-602機が到着してタリバーンも完全武装の攻撃ヘリ相手は分が悪いと判断して一時撤退した。
しかし深手を負い、たった一人生き残ったマーカス・ラトレル一等兵曹を緊急対応部隊は発見できず、アフガンの森を彷徨う中で偶然遭遇した現地人のグーラーブ親子に救われ、彼らの村に匿われる。後を追って来たタリバーンはラトレルを村の広場に引き出して処刑しようとするが、村人らは数世紀にわたり守られてきた部族の掟である「パシュトゥーンワーリー」に従ってラトレルを守ることを決め、ターリバーンを追い返す。救援を求めるため、一人の村人がラトレルが書いた地図を手に最寄りのアメリカ軍基地へ徒歩で向かっている間、村は多数のターリバーンからの猛烈な攻撃に晒される。村の中で混戦が繰り広げられる中、ようやくアメリカ軍の救援部隊がAH-64やAC-130 ガンシップなどの近接航空支援の元に到着する。
この戦闘にも生き残ったラトレルは村人たちに感謝の言葉を残してヘリで基地へ搬送され、緊急手術の結果ようやく一命を取り留める。

## キャスト
※括弧内は日本語吹替
- マーカス・ラトレル（英語版）一等兵曹 - マーク・ウォールバーグ（咲野俊介）

本作の主人公。レッドウィング作戦唯一の生存者。偵察チームでは衛生兵・狙撃手を担当。羊飼いたちを逃がすことこそ人道的な行為だとアクスを説得する。
- マイケル・マーフィ（英語版）大尉 - テイラー・キッチュ（置鮎龍太郎）

偵察チームの指揮官。劇中冒頭では、妻から結婚記念にアラブ馬購入をメール上でせがまれており、同僚であるマーカスに相談をする場面があった。チーム内では長距離走選手として「走る怪物」としても名を馳せていた。銃撃による重傷を負いながら本部へ連絡したが切羽詰まった状況から上手く伝えられず、現在位置を求めるオペレーターの声に衛星電話をトレースしてくれという言葉を最後に銃撃されて殺害された。
- ダニー・ディーツ（英語版）二等兵曹 - エミール・ハーシュ（逢笠恵祐）

偵察チームでは通信兵を担当。劇中作戦行動前には、「家のことを全部やり出した」と妻の愚痴っていて「家主の地位を奪われる」「奥さんの趣味が不安」「妊娠したのか」と揶揄われていた。作戦行動中の初の負傷者で銃撃により聞き手の指を切断する負傷と銃撃により精神的に追い詰められる。所持品を奪われて殺された。
- マシュー・アクセルソン（英語版）二等兵曹 - ベン・フォスター（加瀬康之）

偵察チームでは偵察兵・狙撃手を担当。愛称はアクス。劇中冒頭では妻とメールのやり取りをする場面が見られた。作戦行動中は常に冷静沈着で現地人の羊飼いたちを口封じをする意見を出した。ただし、ヘリの撃墜や撤退を目にして次第に冷静ではいられなくなる中でもライフルを撃ち尽くし拳銃を用いて最後まで抵抗し、追い詰められた状態でタリバーンの銃撃により殺害される。
- エリック・クリステンセン（英語版）少佐 - エリック・バナ（山野井仁）

マーカスたちネイビーシールズの部隊の指揮官。本作戦にアパッチの援護を付けた緊急対応部隊を待機させ後方からレッド・ウィング作戦の指揮を取る。
定時通信が途絶え気味な上にマーフィたちが傍受される危険を犯して通常回線の衛星電話で連絡したことを疑問を感じていたが、通話がうまくいかず詳しい状況が把握できなかった上にQRFで待機していたアパッチも陸軍からの支援要請に出払ってしまう。
マーフィからの救助連絡を受けバグラムに残っていた部隊を率いて自らもヘリで出動するが、アパッチの援護が無い事が影響してジャララバード基地の緊急対応部隊は基地で足止めを喰らってしまう。
司令部からのアパッチの到着を待てと言う通信にもマーフィ達の危機的状況を憂慮してチヌークのパイロットと協議した結果チヌーク2機のみで現場へ向かう。到着直後のロープ降下態勢の無防備な状態をタリバーンに狙われて乗機が撃墜され死亡する。
- グーラーブ - アリ・スリマン（佐野康之）

現地人。重傷を負ったマーカスを保護しタリバーンと敵対する意思を見せる。
- シェーン・パットン二等兵曹 - アレクサンダー・ルドウィグ（小林親弘）

所属当時、ネイビーシールズ新人挨拶の際には恒例のダンスを披露した。マーフィの救助連絡で出動するもヘリからの降下直前にタリバーンの攻撃により乗機が撃墜され死亡する。
- ハスラート海兵隊軍曹 - ジェリー・フェレーラ（英語版）（増元拓也）

アフガニスタン駐屯軍のジャララバード基地のオペレーター。タリバンに追い詰められたマーフィからの衛星電話にも応じた。マーフィから正確な状況や座標は聞き出せなかったが電話越しの銃声と瀕死のマーフィの声に事態の大きさを理解し速やかにクリステンセンと緊急対応部隊に出動要請を出した。
- アフマド・シャー（英語版） - ユセフ・アザミ

タリバーンのリーダー。
- タラク - サミー・シーク（英語版）

シャーの右腕。劇中のタリバーン実働部隊のリーダーを勤めており、ディーツ殺害やマーカス捕縛時にも現場に居合わせている。
- グーラーブの息子 - ローハン・チャンド（菊池こころ）

- フランキー-マーカス・ラトレル

SEALs隊員。マーカス・ラトレル氏本人が演じている。マーフィからの救助連絡にも出撃したが乗機が撃墜され戦死した。

## オリジナルモデル
- Michael Patrick "Murph" Murphy : 海軍大尉。

SEAL・SDVチーム所属。没（29歳）。
レッドウィング作戦に偵察狙撃班として参加。多数のタリバン兵と交戦し戦死。
その際、敵に包囲された状況で、自らの命を犠牲としながらも、救援を求めるため本部との無線連絡を確立し要請した功績から名誉勲章を受勲。
アーレイ・バーク級ミサイル駆逐艦61番艦に彼の名前が付けられた。
- Marcus Luttrell : 退役海軍一等兵曹。

SEAL・SDVチーム所属。
2005年レッドウィング作戦に偵察狙撃班として参加。多数のタリバン兵と交戦しチームは全滅。多数の骨折と榴散弾による重傷を負いながらも敵の追跡を回避し地元の村民Mohammed Gulabの助けを借りて、6日後にアメリカ軍に救出され、同作戦唯一の生存者となる。その功績が称えられ、海軍十字章と名誉負傷章が贈られ、2007年に海軍を医療除隊。
2010年、ローン・サバイバー財団を設立。
2012年、自叙伝「Lone Survivor」を出版
- Matthew Axelson : 海軍二等兵曹。

SEAL・SDVチーム所属。没（29歳）。
レッドウィング作戦に偵察狙撃班として参加。多数のタリバン兵と交戦し戦死。
- Danny Dietz : 海軍二等兵曹。

SEAL・SDVチーム所属。没（25歳）。
レッドウィング作戦に偵察狙撃班として参加。多数のタリバン兵と交戦し戦死。
- Erik S. Kristensen : 海軍少佐。

SEALチーム10所属。没（33歳）。
レッドウィング作戦にQRF(即応対処部隊)として参加。偵察狙撃班救援のため搭乗していたCH47チヌークを撃墜され戦死。
- Shane E. Patton : 海軍二等兵曹。

SEAL・SDVチーム所属。没（22歳）。
レッドウィング作戦にQRF(即応対処部隊)として参加。偵察狙撃班救援のため搭乗していたCH47チヌークを撃墜され戦死。
- Daniel R. Healy : 海軍上等兵曹

SEAL・SDVチーム所属。没（36歳）。
レッドウィング作戦にQRF(即応対処部隊)として参加。偵察狙撃班救援のため搭乗していたCH47チヌークを撃墜され戦死。
- Jeffery A. Lucas : 海軍一等兵曹

SEALチーム10所属。没（33歳）。
レッドウィング作戦にQRF(即応対処部隊)として参加。偵察狙撃班救援のため搭乗していたCH47チヌークを撃墜され戦死。
- Michael M. McGreevy, Jr. : 海軍大尉。

SEALチーム10所属。没（30歳）。
レッドウィング作戦にQRF(即応対処部隊)として参加。偵察狙撃班救援のため搭乗していたCH47チヌークを撃墜され戦死。
- James E. Suh : 海軍二等兵曹

SEAL・SDVチーム所属。没（28歳）。
レッドウィング作戦にQRF(即応対処部隊)として参加。偵察狙撃班救援のため搭乗していたCH47チヌークを撃墜され戦死。
- Jeffrey S. Taylor : 海軍一等兵曹

SEALチーム10所属。没（30歳）。
レッドウィング作戦にQRF(即応対処部隊)として参加。偵察狙撃班救援のため搭乗していたCH47チヌークを撃墜され戦死。
- Jacques J. Fontan : 海軍上等兵曹。

SEALチーム10所属。没（36歳）。
レッドウィング作戦にQRF(即応対処部隊)として参加。偵察狙撃班救援のため搭乗していたCH47チヌークを撃墜され戦死。

## 興行収入
『ローン・サバイバー』は米国とカナダで1億2509万5601ドルの興行収入 を記録した。[2]国際興行収入29,707,311ドルと合わせて、この映画は全世界興行収入合計1億5,480万2,912ドルを記録した。
日本では、202スクリーンで公開され、7万3人を動員し、8,580万1,300円を稼ぎ出した。週末興行収入ランキングは初登場8位となった。

## 評価
批評家から本作は高く評価された。映画批評集積サイトRotten Tomatoesには204件のレビューがあり、批評家支持率は75％、平均点は10点満点で6.6点となっている。また、Metacriticには、44件のレビューがあり、加重平均値は60/100となっている。

## 受賞
| 賞                                         | 賞                                                  | 賞                                                               | 賞         | 賞 |
| 賞                                         | カテゴリ                                            | 対象                                                             | 結果       |    |
| ------------------------------------------ | --------------------------------------------------- | ---------------------------------------------------------------- | ---------- | -- |
| 第86回アカデミー賞                         | 音響編集賞                                          | ウィリー・ステイトマン                                           | ノミネート |    |
| 第86回アカデミー賞                         | 録音賞                                              | アンディー・コヤマ、ビュー・ボーダーズ、デヴィッド・ブラウンロー | ノミネート |    |
| 第85回ナショナル・ボード・オブ・レビュー賞 | トップ10                                            |                                                                  | 入賞       |    |
| 第17回ラスベガス映画批評家協会賞           | アクション映画賞                                    |                                                                  | 受賞       |    |
| 第19回クリティクス・チョイス・アワード     | アクション映画賞                                    |                                                                  | 受賞       |    |
| 第19回クリティクス・チョイス・アワード     | アクション映画男優賞                                | マーク・ウォールバーグ                                           | 受賞       |    |
| 第20回全米映画俳優組合賞                   | スタント・アンサンブル賞                            |                                                                  | 受賞       |    |
| アメリカ音響効果監督組合賞                 | 音響効果賞: Sound Effects & Foley in a Feature Film | ウィリー・ステイトマン                                           | ノミネート |    |
| アメリカ音響効果監督組合賞                 | 音響効果賞: Dialogue & ADR in a Feature Film        | ウィリー・ステイトマン                                           | ノミネート |    |
| 第18回サテライト賞                         | 脚色賞                                              | ピーター・バーグ                                                 | ノミネート |    |
| 全米脚本家組合賞                           | 脚色賞                                              | ピーター・バーグ                                                 | ノミネート |    |
| 第40回サターン賞                           | アクション・アドベンチャー映画賞                    |                                                                  | ノミネート |    |
| 第40回サターン賞                           | 監督賞                                              | ピーター・バーグ                                                 | ノミネート |    |
| 第40回サターン賞                           | メイクアップ賞                                      | ハワード・バーガー、ジェニー・ケルマン、ピーター・モンターニャ   | ノミネート |    |

## テレビ放送
| 回 | 放送日        | 放送時間（JST）   | 放送局     | 放送枠             | 備考                       |
| -- | ------------- | ----------------- | ---------- | ------------------ | -------------------------- |
| 1  | 2021年5月28日 | 金曜13:40 - 15:40 | テレビ東京 | 午後のロードショー | 地上波初放送、関東ローカル |

## その他
劇中、ネイビー・シールズ隊員役としてマーカス・ラトレル本人と本作監督ピーター・バーグが出演している。
ラトレルの命を救った現地人のグーラーブは、敵兵を匿った裏切り者として、その後約10年間に渡りターリバーンから報復として命を狙われ、巻き込まれた甥が命を落とすなど、逃亡生活を続けた。2022年現在はアメリカの移民弁護士の助力により、家族と共にアメリカに移住している。
日本では2022年7月11日放送の『世界まる見え!テレビ特捜部』にてラトレルとグーラーブの話題を扱った番組が放送された。その放送内容によると、当初は友情を分かち合ったグーラーブとラトレルだったが、本映画が製作され、PRのためにアメリカに招待されたグーラーブが渡米し映画を観たところ、描かれている内容が自分の記憶と大きく食い違っている事に激怒し、ラトレルとも絶縁してしまったとのこと。